# Ae Fond Kiss... (película)
Ae Fond Kiss... es una película dirigida por Ken Loach. El título está basado en una canción de Robert Burns, Ae Fond Kiss, and Then We Sever. Con esta película se cierra la llamada «Trilogía de Glasgow» del director Loach y su guionista Paul Laverty. Las otras películas de la trilogía son Mi nombre es Joe y Sweet Sixteen.

## Títulos alternativos
En inglés también es conocida como Just a Kiss. En español se distribuyó con los títulos Sólo un beso y Un beso cariñoso.

## Argumento
Casim Khan (Atta Yaqub) es un joven escocés de origen pakistaní y musulmán. Es un disc jockey. Sueña con abrir un club propio con su mejor amigo, Hamid (Shy Ramsan), un sueño que se toma muy en serio. Ha estudiado contabilidad, pero no quiere ejercer. Sus padres, Tariq (Ahmad Riaz) y Sadia (Shamshad Akhtar), emigraron al Reino Unido en los años sesenta, procedentes de Pakistán. En Glasgow, donde la familia se ha instalado, tienen una tienda de comestibles y prensa. Tariq y Sadia, musulmanes devotos, han decidido que Casim se case con su prima Jasmine, la sobrina preferida de Sadia. La boda debe celebrarse a los pocos meses, y Tariq está haciendo una obra de ampliación de su casa para que la pareja viva allí. Casim tiene dos hermanas: Rucksana, la mayor, conoce a un joven del agrado de sus padres, con el que llegará a comprometerse. La pequeña, Tahara (Shabana Akhtar Bakhsh), de dieciocho años, es la más directa de la familia; típica escocesa rebelde, está terminando sus estudios secundarios en un instituto católico cercano. Una de sus profesoras es Roisin (Eva Birthistle), una joven que da clases de música. Cuando Casim y Roisin se conocen, sienten una fuerte atracción y empiezan una relación en secreto. Para ellos, que él sea musulmán y ella católica no supone ningún problema, pero pronto se ve claramente que las diferencias religiosas y culturales sí lo son para otras personas, especialmente para la familia de Casim.